# Sons of the Desert
Sons of the Desert (titulada Hijos del desierto en Hispanoamérica y Compañeros de juerga en España; estrenada en Reino Unido como Fraternally Yours) es una película de comedia estadounidense pre-code de 1933 y es protagonizada por el Gordo y el Flaco (o Laurel and Hardy, como se les conoce en inglés). Dirigida por William A. Seiter, se estrenó en los Estados Unidos el 29 de diciembre de 1933.
En 2012, la película fue considerada "cultural, histórica o estéticamente significativa" por la Biblioteca del Congreso de los Estados Unidos y, además, fue seleccionada para su preservación en el Registro Nacional de Películas (National Film Registry).

## Trama
La película empieza con un grupo de hombres en fezes cantando "Auld Lang Syne". Es una reunión de California de los Hijos del Desierto (Sons of the Desert), una logia fraternal de la cual tanto Stan Laurel y Oliver Hardy son miembros. La organización llevará a cabo su convención nacional en Chicago en una semana y todos los miembros tienen que tomar un juramento para asistir. Stan es reacio por temor a que su mujer, Betty, no le permita viajar, pero se compromete después de ser engatusado por Oliver.
Viven uno al lado del otro en una casa dúplex, Stan y su esposa Betty del lado izquierdo con número de casa 2220 (Señor y Señora Laurel) y Oliver y su mujer Lottie con número de casa 2222 (Sr. y Sra. Hardy). En el taxi de vuelta a casa, Oliver critica la idea de que un hombre sea mandado por su mujer. Intenta tranquilizar a Stan diciéndole que Betty no tendrá otra opción que dejarle ir, porque ha tomado un juramento sagrado. Pero resulta que la mujer de Oliver, Lottie, opone una resistencia incluso más dura. Lottie tiene otro viaje planeado para Oliver con ella a las montañas, un plan que él ha olvidado. Oliver intenta disimular su vergüenza por comentándole a Stan que su mujer esta "bromeando", sólo para que ella rompa un jarrón sobre su cabeza, seguido por otro cuando intenta reafirmar su autoridad como el jefe de la casa.
Sin estar dispuesto a faltar al juramento, pero tampoco dispuesto a provocar ira de su esposa, Oliver finge estar enfermo para salirse del viaje con su esposa. Stan hace arreglos que un doctor (de la "religión" veterinaria) prescriba un viaje por el océano a Honolulu, con sus esposas quedándose en casa (Oliver es bien consciente cuánto los viajes en el océano le desagradan a su mujer). Stan y Oliver van a la convención, sin que sus esposas se enteren. Sin embargo, tienen una llamada cercana. Mientras beben con un compañero de convenciones de Texas llamado Charley, como broma, llama a su hermana en Los Ángeles...¡Que resulta ser nada menos que la Sra. Hardy! Afortunadamente, nada surge de esto.
Pero luego el destino se acerca aún más implacablemente; mientras Stan y Oliver van de camino a casa desde Chicago, su supuesto barco que llega de Honolulu se hunde en un tifón y las mujeres se dirigen a las oficinas de la compañía de navíos para enterarse de cualquier noticia sobre los sobrevivientes. Al mismo tiempo, Stan y Oliver, felizmente inconscientes aún del naufragio, regresan a casa como si volvieran de Honolulu y están confundidos por las casas vacías. Mientras Stan lee el periódico, Oliver ve el titular sobre el destino de su supuesto barco e inmediatamente comprende sus espeluznantes implicaciones.
Aterrorizados, sabiendo que sus esposas sabrán enseguida que nunca fueron a Honolulu, se preparan para ir a un hotel para pasar la noche, sólo para ver a sus esposas regresar a casa. Terminan refugiándose apresuradamente en el ático y, como no pueden huir, deciden acampar allí. Mientras tanto, las mujeres van al cine para calmar sus nervios agitados, donde ven un noticiero de la convención que presenta sus maridos actuando extremadamente mal. Furiosas por haber sido engañadas, culpan a los cónyuges descarriados de la otra, mientras Betty, sabiendo que Stan le mintió por primera vez, todavía confia en que él se expiará y confesará, más de lo que Oliver hará. Esto indigna a Lottie, al punto de que propone un reto: ver el marido de quién confesará primero. En cuanto a los maridos, su camping en el ático inicia sin problemas. Pero se interrumpe lo suficientemente fuerte como para atraer la atención de las mujeres (lo que incita a Betty, quién sospecha que hay ladrones, a investigar con su escopeta). Se las arreglan para huir fuera de la vista, huyendo por la azotea. Cuándo no pueden volver a entrar, Oliver ve esto como su oportunidad de seguir su plan original de ir a un hotel para pasar la noche. Stan, sin embargo, quiere volver a casa y confesarselo a su esposa. Pero Oliver, temeroso de las consecuencias que le aguardan de su mujer si Stan lo hiciera, amenaza con chantajearlo; "Si bajas las escaleras y sueltas los frijoles,"  le dice, "¡le diré a Betty que te atrapé fumando un cigarrillo!"
Están a punto de escaparse a un hotel para pasar la noche, pero son detenidos por un policía, quién logra conseguir sus domicilios particulares gracias a Stan. Las esposas se dan cuenta de que están viniendo, pero mientras Lottie les quiere disparar el momento en que entran a través de la puerta, Betty recuerda su de su pelea tiene que ser resuelta. Al entrar a la casa, les cuentan a las esposas sobre el naufragio. Entonces, cuándo se les pregunta cómo llegaron a casa un día antes del barco de rescate que lleva a los sobrevivientes, su historia empieza a desmoronarse; dicen que saltaron del barco e "hicieron autoestop" de camino a su casa. Entonces Lottie mira Oliver a los ojos y, diciéndole que sea "más grande que nunca", le pregunta si su historia es verdad. Insiste en lo que es; "¡¿Crees que que una historia como esa podría provenir de mi mente si no fuera  verdad?! ¡Por qué es demasiado descabellada no para ser verdad!" Entonces Betty le pregunta Stan si la historia de Oliver es cierta. Después de un silencio largo e incómodo (interrumpido por un "estimulo" de Oliver: "¡Adelante,  díselo!" seguido por un gesto de fumar un cigarrillo), Stan finalmente se derrumba y, con gemidos agudos, confiesa que no, que fueron a la convención en Chicago, y no a Honolulu. Que nunca estuvieron en ningún naufragio y que se habían estado escondiendo en el ático. Betty coge su escopeta y ominosamente le hace señas a Stan para que venga. Stan grita histéricamente de nuevo, extremadamente preocupado por el destino que cree que le aguarda en casa. Los dos salen, Betty con su arma y Stan lloriqueando en voz alta. Después de que se han ido, Oliver se ve obligado a enfrentar la ira de su esposa por haber sido ridiculizada dos veces por él. Después de intentos fallidos de encantarla su con gestos infantiles durante un silencio muy ominoso, Oliver finalmente sugiere en un tono alegre y ganador, y con una sonrisa, "¿Qué tal si tú y yo vamos a las montañas?" - la última gota que rebasó el vaso. Lottie se lanza furiosa hacia la cocina y vacía los armarios de la cocina, apilando vajillas mientras su desconcertado marido observa. Mientras tanto, en la casa de los Laurel, Stan está envuelto en una bata en el sofá, bebiendo vino y comiendo chocolates, siendo mimado por Betty, quién le transmite la antigua moraleja: "La honestidad es la mejor política". Stan está felizmente de acuerdo, cuando los sonidos de trozos de vajilla comienzan a llegar desde el lado de los Hardy. Lottie está arrojando ollas, sartenes y platos a Oliver. Después de la vorágine, Stan llega de al lado, ve a Oliver sentando en los restos, y pregunta, "¿Qué dijo?"; -"No importa lo que  dijo", responde Oliver, "¿Qué dijo Betty?" Stan entonces responde, "Betty dijo que la honestidad es la mejor política". Stan de bocanadas a un cigarrillo que alguna vez estuvo prohibido, y entonces sale cantando por puerta "Honolulu Baby, won't close those eyes". Oliver, enojado, le arroja una olla en su cabeza, volcándolo.

## Reparto

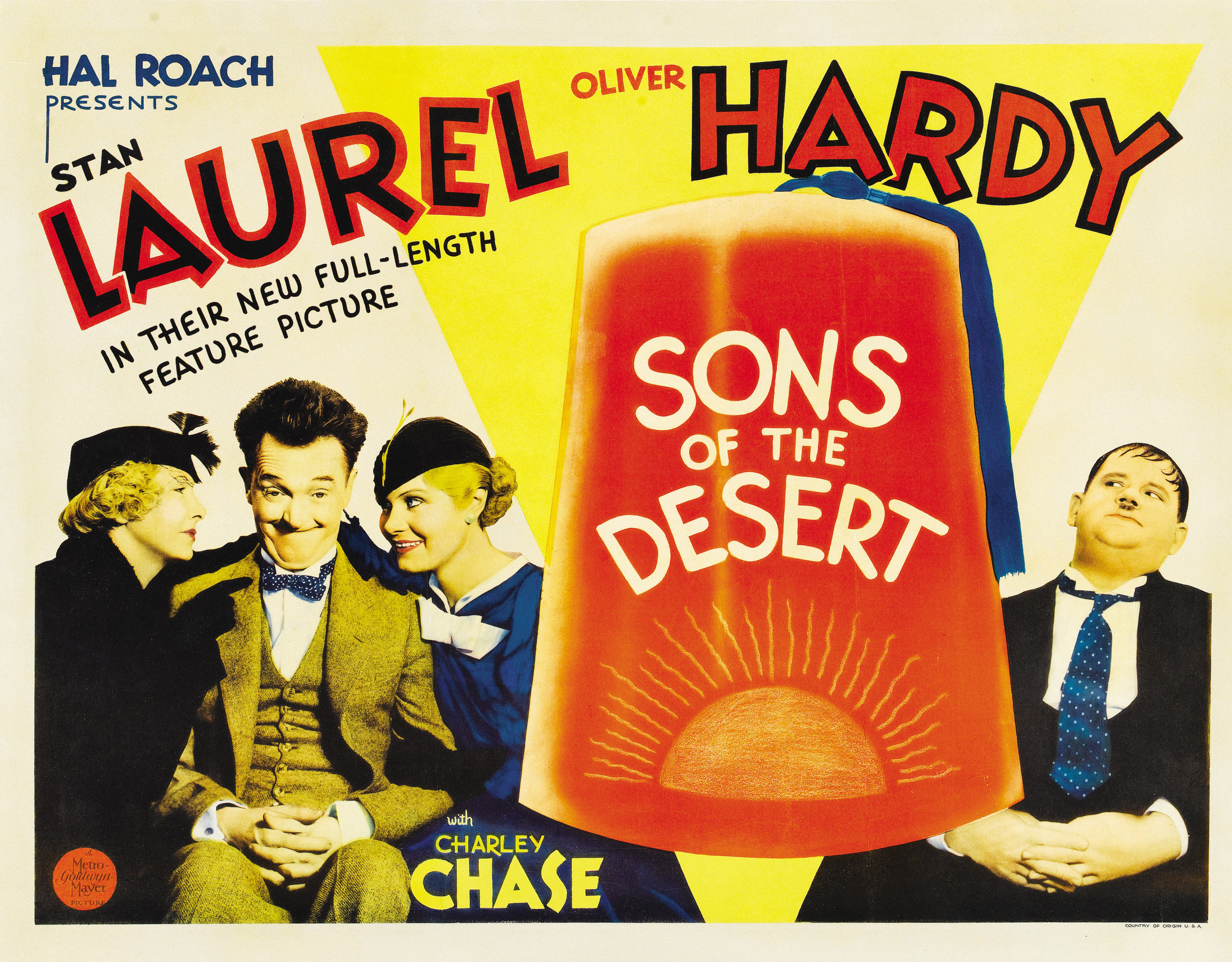
Póster de estreno teatral de media hoja.